# 尕马堂东台墓地
尕马堂东台墓地，位于中国青海省尖扎县康扬乡尕马堂村，为第四批青海省文物保护单位，公布日期为1986年5月27日，类型为古墓葬。
尕马堂东台墓地的历史年代为马厂类型、卡约文化。